# Stöpsjön, Härjedalen
Stöpsjön är en sjö i Härjedalens kommun i Härjedalen och ingår i Ljusnans huvudavrinningsområde. Sjön har en area på 0,592 kvadratkilometer och ligger 796,2 meter över havet. Stöpsjön ligger i Brovallvålen Natura 2000-område. Sjön avvattnas av vattendraget Harrtjärnbäcken.

## Delavrinningsområde
Stöpsjön ingår i det delavrinningsområde (691450-136522) som SMHI kallar för Utloppet av Stöpsjön. Medelhöjden är 822 meter över havet och ytan är 3,73 kvadratkilometer. Det finns inga avrinningsområden uppströms utan avrinningsområdet är högsta punkten. Harrtjärnbäcken som avvattnar avrinningsområdet har biflödesordning 3, vilket innebär att vattnet flödar genom totalt 3 vattendrag innan det når havet efter 339 kilometer. Avrinningsområdet består mestadels av skog (60 procent) och kalfjäll (23 procent). Avrinningsområdet har 0,59 kvadratkilometer vattenytor vilket ger det en sjöprocent på 15,9 procent.